# Eucrypta micrantha
Eucrypta micrantha là loài thực vật có hoa trong họ Mồ hôi. Loài này được (Torr.) A.Heller mô tả khoa học đầu tiên năm 1906.